# Боченков, Василий Тимофеевич
Василий Тимофеевич Боченков (28 августа 1919, Темниковский уезд, Тамбовская губерния — 17 марта 1994, Краснодар) — капитан Рабоче-крестьянской Красной Армии, участник Великой Отечественной войны, Герой Советского Союза (1945).

## Биография
Василий Боченков родился 28 августа 1919 года в селе Мотызлей Темниковского уезда Тамбовской губернии (ныне — в Вознесенском районе Нижегородской области) в крестьянской семье.
В 1938 году окончил железнодорожный техникум в Чите, после чего работал техником-механиком паровозного отделения.
В 1939 году был призван на службу в Рабоче-крестьянскую Красную Армию.
В 1941 году окончил курсы лейтенантов, в 1942 году — курсы политсостава, в 1944 году — курсы «Выстрел».
В 1943 году вступил в ВКП(б).
С апреля 1944 года — на фронтах Великой Отечественной войны.
К апрелю 1945 года гвардии капитан Василий Боченков был старшим адъютантом батальона 172-го гвардейского стрелкового полка 57-й гвардейской стрелковой дивизии 8-й гвардейской армии 1-го Белорусского фронта. Отличился во время форсирования Одера.
16 апреля 1945 года Боченков, заменив выбывшего из строя командира батальона, руководил действиями подразделения по прорыву немецкой обороны на левом берегу Одера. Под его руководством батальон захватил важный опорный пункт на Зееловских высотах, уничтожил более двух рот солдат и офицеров врага, 8 огневых точек и захватил батарею 75-миллиметровых орудий. Получил ранение, но не покинул поля боя, продолжая управлять боем.
Указом Президиума Верховного Совета СССР от 31 мая 1945 года гвардии капитан Василий Боченков был удостоен высокого звания Героя Советского Союза с вручением ордена Ленина и медали «Золотая Звезда».
В декабре 1945 года Боченков был уволен в запас. Проживал и работал в Краснодаре. Скончался 17 марта 1994 года.

## Награды и звания
- Звание Герой Советского Союза.Указ Президиума Верховного Совета СССР от 31 мая 1945 года:
  - Орден Ленина № 48715,
  - Медаль «Золотая Звезда» № 6854.
- Орден Александра Невского. Приказ Военного совета 8 гвардейской армии № 824/н от 27 октября 1945 года.
- Орден Отечественной войны I степени. Приказ Военного совета 8 гвардейской армии № 481/н от 17 февраля 1945 года.
- Орден Отечественной войны I степени. Указ Президиума Верховного Совета СССР от 11 марта 1985 года.
- Орден Отечественной войны II степени. Приказ командира 4 гвардейского стрелкового корпуса № 089/н от 27 мая 1944 года.
- Орден Красной Звезды. Приказ командира 57 гвардейской стрелковой дивизии № 060 от 4 августа 1944 года.
- Медаль «За победу над Германией в Великой Отечественной войне 1941—1945 гг.». Указ Президиума Верховного Совета СССР от 9 мая 1945 года.
- Медали СССР.